# Víktor Belenko
Viktor Ivanovich Belenko (en ruso: Виктор Иванович Беленко, 15 de febrero de 1947-24 de septiembre de 2023) fue un antiguo piloto militar soviético, que desertó a los Estados Unidos en 1976. En su nuevo país de residencia trabajó como ingeniero aeroespacial y conferencista.

## Su vida en la Unión Soviética
Belenko era piloto del Regimiento de Cazas 513, dentro de la Undécima Fuerza Aérea Soviética, enmarcado a su vez en las Fuerzas de Defensa Aéreas Soviéticas (VVS). Prestaba servicios en la base de la localidad de Chuguyevka, Krai (territorio) de Primorie, en el extremo oriente ruso.

## Deserción
Se volvió internacionalmente famoso el 6 de septiembre de 1976, cuando logró desertar de la Unión Soviética volando con su caza Mikoyan-Gurevich MiG-25 Foxbat hacia la pequeña localidad costera y portuaria de Hakodate (situada en la norteña isla de Hokkaido, Japón).
Por su lado, algunos agentes de inteligencia que pertenecían a la CIA lo sometieron a varios interrogatorios durante los siguientes cinco meses a su deserción, para luego emplearlo como consultor durante varios años posteriores.

### Examen occidental de su avión
Belenko llevaba consigo el manual del piloto del MiG-25 Foxbat (según el código usado por la OTAN para ese avión), cuya traducción al inglés sirvió de gran ayuda para los ingenieros aeronáuticos y pilotos estadounidenses que evaluaron y probaron las prestaciones de la aeronave. Sin embargo, el gobierno japonés tan sólo les permitió a los norteamericanos realizar pruebas en tierra respecto al funcionamiento de sus dos motores y de su radar de a bordo, puesto que el tren de aterrizaje había sufrido daños, al tomar tierra a demasiada velocidad. El MiG-25 fue desarmado o desensamblado, examinado minuciosamente y, casi 70 días después (a mediados de noviembre de 1976), embarcado de regreso a la Unión Soviética en múltiples cajas o contenedores.[cita requerida]
Esta fue la primera vez en la que expertos occidentales en aviones militares tuvieron la oportunidad de observar en detalle este modelo de aeronave, uno de los más avanzados producidos en la Unión Soviética en aquel entonces, revelándose a sus ojos varios de sus secretos. Como resultado de los exámenes a los que fue sometido el MiG-25 de Belenko (el cual se confirmó que había sido fabricado ese mismo año), se determinó que había sido rápidamente ensamblado alrededor de sus dos gigantescos turborreactores Tumansky R-15B. Además estaba construido básicamente con una aleación de níquel y no de titanio, como creían los analistas occidentales (de hecho, tan sólo sus partes más críticas frente a las temperaturas extremas habían sido hechas de este último metal). También usaba la para entonces ya relativamente anticuada tecnología de tubos de vacío o válvulas termoiónicas, en lugar de los más recientes circuitos electrónicos de estado sólido. Se sacaron conclusiones apresuradas usando modelos occidentales de apreciación , minusvalorando in toto al avión. Entre otras cosas se dieron cuenta de que la velocidad operativa máxima no solo no alcanzaba los 3.200 km/h sino que apenas llegaba a los 2.600 km/h.[cita requerida]

### Reacción soviética
Como suele suceder en estos casos de denominada “alta traición”, Belenko fue condenado a muerte en ausencia (in absentia). Además, como medida colateral derivada de su deserción, se limitó la cantidad de combustible con el que podían despegar los cazas que operaban desde la isla de Sajalín, para que ningún otro piloto tuviese la autonomía suficiente como para alcanzar ese o algún otro aeropuerto extranjero ideológicamente hostil en plena Guerra Fría. Este hecho obligó que el Comandante Gennadi Osipovich, piloto del interceptor Sujói Su-15 que derribó el vuelo 007 de Korean Air Lines el 1 de septiembre de 1983, debiese regresar a su base inmediatamente después de su letal ataque con un misil.

## Exilio y vida posterior en los Estados Unidos
Belenko recibió asilo político por parte del gobierno estadounidense encabezado por el saliente presidente Gerald Ford, además de un generoso subsidio a modo de salario que le permitió vivir de forma confortable durante los siguientes años. Luego, a partir de una ley del Congreso de los Estados Unidos promulgada el 14 de octubre de 1980 por el entonces mandatario James “Jimmy” Carter, Belenko pudo solicitar la ciudadanía de los Estados Unidos.
Para escapar de la atención, adoptó el apellido Schmidt y se mudaba a menudo, viviendo en pequeñas ciudades a través del Medio Oeste. Belenko se casó con una profesora de música de Dakota del Norte, Coral Garaas. Tuvieron dos hijos, Paul Schmidt y Tom Schmidt, y cuatro nietos. El matrimonio terminó en un divorcio más tarde. Belenko supuestamente también tuvo un hijo de su primer matrimonio, nunca se divorció de su primera esposa, nunca le proporcionó manutención de sus hijos después de su deserción, pero según Belenko esto no era cierto y en cambio era propaganda soviética. Periodistas rusos se pusieron en contacto con su esposa rusa y ella afirmó en una entrevista que Belenko nunca se puso en contacto con ella desde su deserción y nunca proporcionó manutención de los hijos.
Una vez instalado en su nuevo país contó lo que le había sucedido la primera vez que visitó un supermercado estadounidense, entonces bajo la vigilancia de un agente de la CIA. Allí le llamó la atención la “cantidad increíble de mercancías” y la inexistencia de largas colas, a diferencia de lo que él había experimentado personalmente en la entonces Unión Soviética. Asimismo Belenko narró que en una oportunidad compró algunas latas de alimentos, sin saber muy bien qué contenían en realidad, debido a que en ese momento prácticamente no sabía nada de inglés; cuando probó su contenido, éste le pareció “delicioso”, hasta que un conocido le comentó que lo que en realidad había consumido era comida para gatos; pero él le respondió exclamando: “¡Es mejor que los productos enlatados para personas que se consiguen en Rusia en la actualidad!”. La Unión Soviética difundió repetidamente historias falsas sobre la muerte de Belenko en un accidente automovilístico, su regreso a Rusia, su arresto y ejecución o su comparecencia ante la justicia.
En 1980 Belenko coescribió una autobiografía, MiG Pilot: The Final Escape of Lieutenant Belenko (Piloto de Mig: el escape final del teniente Belenko), con el escritor John Barron, del Reader's Digest.

## Fallecimiento
Viktor Belenko murió en una residencia de ancianos en la pequeña ciudad de Rosebud, Illinois, el 24 de septiembre de 2023, a la edad de 76 años. Sin embargo, los periodistas no se enteraron de su muerte hasta finales de noviembre. Su hijo Paul dijo al periódico que su padre murió tras una breve enfermedad. No hubo ningún servicio funerario. Adoptó el nombre de Viktor Schmidt.

## Otras deserciones de este tipo
Belenko no fue el primer piloto en desertar de la URSS de esta manera, ni en hacerlo desde un país integrante del entonces Bloque del Este o Pacto de Varsovia. De hecho, en marzo y mayo de 1953 respectivamente, dos pilotos de la Fuerza Aérea de Polonia volaron en sus aviones MiG-15 a Dinamarca. Posteriormente, durante ese mismo año, el último de la guerra de Corea, el piloto norcoreano No Kum Sok voló con su MiG-15 hacia una base aérea estadounidense en Corea del Sur; en la actualidad este MiG se encuentra en exhibición permanente en el Museo Nacional de la Fuerza Aérea de los Estados Unidos, cerca de la ciudad de Dayton (en el estado de Ohio). También, entre 1985 y 1987, algunos pilotos de helicópteros que participaban en el teatro de operaciones militares derivado de la guerra de Afganistán (1978-1992), desertaron y se dirigieron hacia el limítrofe Pakistán y pidieron asilo político a las autoridades. Por su parte, el 20 de mayo de 1989 el capitán Alexander Zuyev voló en su MiG-29 hasta la localidad turca de Trebisonda (Trabzon).